# Tsiganologie
Die Tsiganologie (Zigeunerkunde, Zigeunerwissenschaft) beschäftigt sich mit der Geschichte, Kultur und Herkunft als „Zigeuner“ bezeichneter soziokultureller und ethnischer Gruppen. Bezeichnung, Forschungsrichtung und Prämissen der Tsiganologie sind umstritten und werden vor allem von Seiten der Rassismusforschung kritisiert bzw. verworfen.

## Begriffliches
Der Begriff „Tsiganologie“ bzw. „Tziganologie“ lässt sich mit „Zigeunerwissenschaft“ übersetzen. Verwendet werden der Begriff und seine Ableitungen „tsiganologisch“ und „Tsiganologe“ von Forschern, die sich für Roma und andere Gruppen interessieren, die sie als „Zigeuner“ kategorisieren. Wie die Ausrichtung dieser Forschung selbst wird die Bezeichnung „von Sinti- und Roma-Bürgerrechtlern entschieden abgelehnt.“ Die „Tziganologie“ oder „Zigeunerwissenschaft“ als Versuch, ein Wesen eines „Zigeunertums“ wissenschaftlich einzuordnen und zu beschreiben, erinnere „an rassenideologische Praktiken im Nationalsozialismus“.

## Entwicklung der „Tsiganologie“

### Zur älteren Geschichte
Zigeunerforschung und Zigeunerwissenschaft reichen in die Frühe Neuzeit zurück. Als erster Zigeunerforscher mit wissenschaftlichem Anspruch im deutschen Sprachraum gilt Heinrich Moritz Gottlieb Grellmann (1756–1804) mit seiner europaweit einflussreichen Publikation Historischer Versuch über die Zigeuner. Betreffend die Lebensart und Verfassung Sitten und Schicksale dieses Volks seit seiner Erscheinung in Europa und dessen Ursprung.
Im 19. Jahrhundert erlebte die Tsiganologie einen Aufschwung. Vor allem in Verbindung mit der Neuorganisation der Polizei und der beginnenden systematisierten Erfassung von „Zigeunern“ und „nach Zigeunerart Umherziehenden“, aber auch im Zuge einer zeitgenössischen romantischen „Zigeunermode“ entstand eine Vielzahl zigeunerkundlicher Schriften. Um die Wende zum zwanzigsten Jahrhundert wurden Gesellschaften zur Zigeunerforschung gegründet, so 1888 in Großbritannien die Gypsy Lore Society als internationaler Zusammenschluss von am Studium von „Zigeunern“ und „Reisenden“ („Travelers“) Interessierten.

### Das rasse- und bevölkerungsbiologische Paradigma im 20. Jahrhundert
Im Nationalsozialismus erfuhr die Zigeunerforschung ihre bereits bei Grellmann im Ansatz angelegte, nun aber umfassend und exklusiv betriebene „wissenschaftliche“ Rassifizierung. Wissenschaftliche, administrative, polizeiliche und politische Einrichtungen wandten sich aus dieser Perspektive der „Lösung der Zigeunerfrage“ zu. Herausragende Bedeutung für die praktische Umsetzung einer als „wissenschaftlich fundiert“ geltenden Aussonderungs- und schließlich Vernichtungspolitik wurde die Rassenhygienische und bevölkerungsbiologische Forschungsstelle (RHF). Die Forschungsbeiträge der Tsiganologen der RHF um deren Leiter, den Arzt Robert Ritter, stellten die für den Genozid an den mitteleuropäischen Roma erforderlichen Daten bereit. Nach dem Ende des Nationalsozialismus führte der Arzt und Erbhygieniker Hermann Arnold diese Variante der Zigeunerforschung unter ausdrücklicher Berufung auf die Forschungen der RHF fort. Den bundesdeutschen Zigeunerdiskurs bestimmte Arnold bis in die 1980er Jahre.

### Jüngere Ansätze und ihre kritische Rezeption
Angesichts der wissenschaftlichen, politischen und moralischen Diskreditierung von „Zigeunerkunde“ und „Zigeunerforschung“ wechselten Vertreter dieses Forschungsinteresses in den 1980er Jahren zum Begriff „Tsiganologie“. Mit dem Begriffwechsel, hieß es, gehe ein Bruch mit jener Ausrichtung der Forschung einher, die sich in der Vergangenheit oft gegen ihre Untersuchungsobjekte gerichtet habe. Mit Blick auf die Forschungsgeschichte erklärte man, keine „Fortsetzung der Polizeiwissenschaft“ betreiben zu wollen. Vielmehr beabsichtige man, „Klischeevorstellungen zu entlarven und unredliche bis aggressive Meinungen zu korrigieren.“
Protagonisten dieser Neubegründung des Faches waren der Pädagoge und Vorurteilsforscher Joachim S. Hohmann und das 1978 begründete „Projekt Tsiganologie“ um den Gießener Soziologen und Theologen Reimer Gronemeyer, das aus einem der zeittypischen Randgruppenprojekte, einer „Arbeitsgruppe Marginalität“, hervorgegangen war. Zu den frühen Mitarbeitern gehörten die Ethnologen Mark Münzel und Bernhard Streck, zu denen später die Ethnologin Georgia A. Rakelmann hinzukam.
Hohmann gab seit 1990 als wissenschaftliche Buchreihe die Studien zur Tsiganologie und Folkloristik heraus. Nach seinem Tod (1999) übernahm Wolfgang Wippermann die Herausgeberschaft. Er edierte nun unter dem neuen programmatischen Reihennamen Sinti- und Romastudien. Publikationen zur Geschichte der Sinti und Roma und zum Antiziganismus. Eine letzte Veröffentlichung erschien 2003.
Aus dem „Projekt Tsiganologie“ ging 1984 die Zeitschrift Gießener Hefte für Tsiganologie hervor, die in einer ersten Folge bis 1986 erschien. Eine zweite Folge erschien unter dem Namen Tsiganologische Studien von 1990 bis 1992. Ausgehend von einer europäischen Minderheit der – so die Herausgeber – „Zigeuner“ veröffentlichte die Zeitschrift Texte unterschiedlichster Provenienz „zu einem breiten Spektrum tsiganologischer Themen“. Ihr sei gelegen, nicht nur „die Blutspur …, mit der die Mehrheit die gemeinsame Geschichte immer wieder gestaltet“ habe, abzubilden, sondern „auch die kulturelle Eigenständigkeit und Alternative“, die Minderheitskultur und minderheitliche Lebenswelt für die Mehrheitsgesellschaft darstellten.
Vor allem die Vertreter des Gießener Projekts gingen von einer relativen kulturellen Geschlossenheit und Kollektivität der von ihnen als „Zigeuner“ Bezeichneten aus. Merkmal dieser Angehörigen einer peripheren und vormodernen, wenn nicht archaischen „Stammesgesellschaft“ sei ihr kollektiver freiheitlicher „Eigensinn“. Der richte sich energisch gegen die Kräfte der Eingliederung in eine „uniforme Industriegesellschaft“ und halte zäh fest an einer „[gesamt-]zigeunerischen Lebensweise“, die „Nomadismus“ miteinschließe. „Zigeuner“ repräsentierten ein tribales nicht-europäisches ethnisches Muster, wie es ganz ähnlich – so Mark Münzel – auch bei Indianern oder Hawaiianern zu beobachten sei. Sie lebten eine „nicht ins europäische Wertsystem integrierte ethnische Kultur“.
Seit den 1980er Jahren vertrat insbesondere Bernhard Streck zur Geschichte der Minderheit im Nationalsozialismus die Meinung, die nationalsozialistische Zigeunerverfolgung sei weniger rassen- als vielmehr sozialpolitisch motiviert gewesen. Dem Regime sei es um die „Beseitigung von Mißständen, weniger von Personen“ gegangen. Eine Bewertung der Verbrechen an der Minderheit als Genozid wie die Shoa verbiete sich.
Sowohl von wissenschaftlicher wie von minderheitlicher Seite wurden die Positionen des „Projekts Tsiganologie“ wie auch in Teilen die Arbeiten von Joachim S. Hohmann problematisiert und im Ergebnis scharf kritisiert. Sie beschädigten „erneut und nachhaltig“ (Katrin Reemtsma) das Verhältnis zwischen fachlicher Wissenschaft und Minderheit. Die Sprecher der Minderheit vertraten inzwischen selbstbewusst und konfliktbereit eine eigenständige, den Ethnologen entgegengesetzte Sichtweise. Die von ihnen und ihren Unterstützern getragene Bürgerrechtsbewegung forderte in den 1980er Jahren vehement die staatlich-rechtliche Anerkennung der deutschen Sinti und Roma als ethnische Minderheit neben den anderen nationalen Minderheiten und die politische und gesellschaftliche Anerkennung der nationalsozialistischen Verbrechen als Genozid. Die Forschungen der Gießener Tsiganologen mussten in ihren Augen diesen Bestrebungen schaden.
Die Kritiker wandten sich
- gegen eine sozialromantische Deutung der Thesen Hermann Arnolds von einer angeblichen „natürlichen“ Rückständigkeit der unter „Zigeuner“ subsumierten Gruppen bzw. gegen „sozialromantische Züge“ des tsiganologischen Konzepts[17]
- gegen eine Ethnisierung sozialer Erklärungsmuster, was „de facto“ auf die Kriminalisierung oder doch pauschale Herabwürdigung zu Objekten der Sozialarbeit hinauslaufe[18]
- gegen eine „inhaltliche Simplizität“ der tsiganologischen Forschungen, die wissenschaftlich „unzulänglich“ seien. Sie korreliere mit auffälligen methodischen Defiziten. Empirische Authentizität werde mit „Andeutungen und Photos“ lediglich suggeriert[19]
- gegen den Umgang der Ethnologen mit den nationalsozialistischen Verbrechen an der Minderheit. Sie würden den Genozid bagatellisieren und das rassistische Motiv „mehr oder minder“ abstreiten.[20][18]
- dagegen, „die Massenvernichtung der Zigeuner gegen den Mord an den Juden auszuspielen“. Streck falle noch hinter Arnold zurück, wenn er die „eigentliche rassistische Wende“ in der NS-Zigeunerverfolgung erst für 1942 ansetze.[21]
- gegen Strecks Sprache, die „einer Apologie des Massenmordes“ nahekomme. So spreche Streck davon, dass „Zigeuner“ „als Träger von Bakterien, als 'Schwachsinnige', weil sie nicht lesen und schreiben konnten, und als Saboteure der deutschen Sache, weil sie nicht arbeiten wollten“, hätten sterben müssen.[21]

In den ausgehenden 1990er Jahren griffen Studierende und Postgraduierte das ethnologische Paradigma wieder auf. Sie hatten sich um Bernhard Streck versammelt, der nach der Wende an die Stelle des „mangels Bedarfs“ entlassenen Leiters des Ethnologischen Instituts der Universität Leipzig Dietrich Treide gerückt war. Die Gruppe begründete ein „Zentrum für tsiganologische Forschung“, das die Gießener „Tradition weiterführt[e]“. 2005 konstituierte sich ein „Forum Tsiganologische Forschung“ (FTF). Auf der Basis eines interaktionistischen Ansatzes beschäftigte man sich mit „Zigeunerkulturen“ auf transnationaler, nationalstaatlicher und lokaler Ebene. Den Schwerpunkt bildete Osteuropa. Das innerhalb des Forums vertretene Zigeunerbild griff aber weit aus und umfasste „Zigeunergruppen, die vom Bosporus bis nach Nordindien bzw. China siedeln“.
Ausweislich der Angaben Bernhard Strecks verstand man „Zigeuner“ als „Dienstleistungsnomaden“. Streck sah im Gruppenetikett „Zigeuner“ einen „altehrwürdigen Begriff“. „Die seriöse Tsiganologie“ habe die „schwach legitimierte Umbenennung [zu Roma bzw. Sinti und Roma] nicht mitgemacht.“ Mit diesem Selbstverständnis standen die Leipziger Tsiganologen erneut wie ihre Gießener Vorläufer in Konflikt mit den Selbstvertretungen der Minderheit und zumindest in der deutschsprachigen Forschung allein. Ihnen wurde vorgeworfen, das alte antiziganistische Klischee vom „ewigen Zigeuner“ zu reproduzieren.
Mit dem Buch Zigeuner. Geschichte und Kultur, das 2010 im Beck-Verlag erscheinen sollte, beabsichtigte Streck, eine Essenz seiner Tsiganologie vorzulegen. Kurz vor der Publikation sagte der Verlag die Veröffentlichung ab.
Inzwischen ist Streck emeritiert und publiziert zum Thema nicht mehr. Das Tsiganologische Forum hat seine Tätigkeit eingestellt. Eine letzte Tagung fand 2011 statt, eine letzte Ausgabe des Gruppenzirkulars Tsiganologische Forschung erschien im April 2012.
Der führende Antisemitismus- und Vorurteilsforscher Wolfgang Benz bemerkt, die Gießener bzw. Leipziger Forschungen, Kolloquien und Seminare hätten allein „das antiziganistische Ressentiment gegenüber der angeblichen Eigenart des ‚Nomadenvolks‘ der ‚Zigeuner‘ bestärkt“. Der ethnologische Ansatz sei insgesamt ein „Irrweg“.

## Internationale Aspekte
Die seit dem ausgehenden 19. Jahrhundert existierende internationale Vereinigung „Gypsy Lore Society“, deren Hauptsitz seit 1989 in den USA liegt, fördert Studien zu „Gypsy and Traveler cultures“. Gemeint sind kulturwissenschaftliche Studien nicht nur zu „Rom, Romanichels, Cale, Sinti, Ludar, Romungre“, sondern in soziografischer Füllung des Begriffs „Zigeuner“ zugleich zu Irish Travelers, Scottish Travelers und anderen, die „nach Zigeunerart“ leben würden. Man beabsichtige die Etablierung eines engen Netzwerks zwischen verschiedenen Wissenschaften und Bereichen, die sich mit entsprechenden Aspekten und Themen beschäftigten. Weiterhin solle die Verbreitung genauer und fundierter Informationen zu einem besseren Verständnis der Vielfalt der Gruppen führen. Die Gesellschaft begründete 1888 die Zeitschrift Journal of the Gypsy Lore Society. 2000 wurde diese Zeitschrift in Abwendung von der soziografischen „Zigeuner“-Definition in Romani Studies umbenannt.
Während es „Gypsy Studies“ nirgendwo gibt, sind „Romani Studies“ als Forschungsfeld an den Universitäten Manchester, Greenwich und Austin vertreten. Der Name distanziert die Forschungsrichtung von der überkommenen „Tsiganologie“. Sie hat ein der „Zigeunerforschung“ entgegengesetztes Selbstverständnis.
1991 wurde die „Studii Romani“, eine Gesellschaft für Minderheitenstudien, von bulgarischen Sozial- und Geisteswissenschaftlern gegründet. Hauptziel ist die Erforschung verschiedenen ethnischer, religiöser und kultureller Aspekte der Roma-Minderheit in Bulgarien und auf dem Balkan. Zu den Trägern gehören auch Vertreter der ethnologischen „Zigeunerforschung“.
In Tschechien existiert ein „Romistik“ (Tschechisch: „romistika“) genanntes Studienangebot an der Karlsuniversität Prag. Begründet wurde es von der Romanes-Expertin Milena Hübschmannová. Der Lehr- und Lerngegenstand wurde dort in das Institut für Süd- und Zentralasiatische Studien (Ústav jižní a centrální Asie) der Philosophischen Fakultät eingeordnet. Die Studieninhalte sind interdisziplinär ausgelegt. Man geht davon aus, es gebe eine den verschiedenen Roma-Gruppen eigene wesenhafte „Roma-Kultur“. Deren anthropologische, historische, politische, religiöse, folkloristische, literarische und sonstige Elemente sollen erforscht und dargestellt werden. Der essentialistische Ansatz dieses Konzepts ist umstritten. 1996 wies Katrin Reemtsma darauf hin, dass die europäischen Roma „kein homogenes Volk“ seien, und „Kulturkontakt, Kulturwandel und interkulturelle Beziehungen“ „zentrale Charakteristika der Kultur“ der Minderheit seien. Von der Leipziger Tsiganologen-Schule wird die tschechische Einrichtung unter „Tsiganologie“ subsumiert.
Das von der Europäischen Union getragene „European Academic Network on Romani Studies“ soll die soziale Inklusion von Roma unterstützen. Es ist für die Zeit von 2011 bis 2015 angesetzt. „Zigeunerforschung“ wird in diesem Projekt, das sich ausschließlich auf Roma bezieht, nicht betrieben.
Anders als im deutschsprachigen Raum bis vor wenigen Jahren betriebene „tsiganologische Forschungen“ beziehen sich Romani Studies und Studii Romani ausschließlich auf romanessprachige Gruppen. Sie haben ein anderes Selbstverständnis als „Tsiganologie“ bzw. „Zigeunerforschung“, können damit also nicht gleichgesetzt, sondern nur damit verglichen werden.